# Gunnellichthys viridescens
Gunnellichthys viridescens är en fiskart som beskrevs av Dawson, 1968. Gunnellichthys viridescens ingår i släktet Gunnellichthys och familjen Microdesmidae. Inga underarter finns listade i Catalogue of Life.